# Fago P22
El fago P22 es un virus bacteriófago lisogénico, cuyo material genético es una doble cadena linear de ADN. Infecta a Salmonella uniéndose al antígeno O, que es parte de los lipopolisacáridos de la membrana externa. Después de la infección, el ADN de P22 se circulariza por recombinación entre las redundancias terminales a cada extremo del ADN del fago. 
Durante el ciclo lítico su genoma se replica muchas veces mediante una replicación theta inicialmente, luego se replica mediante círculo rodante. Este segundo tipo de replicación genera largos concatémeros de ADN de doble cadena, que son introducidos en la cabeza del virus mediante el siguiente mecanismo: el ensamblaje se inicia en una secuencia específica del ADN, llamada sitio pac, después, una nucleasa corta el concatémero cada 48 kbp. Su genoma es de 44kbp, por lo que las otras 4kbp son las redundancias terminales de los extremos. 
Cuando la célula se lisa, se liberan 50-100 nuevos fagos. 

## Trasducción generalizada
Este virus puede generar procesos de transducción generalizada. 
En realidad, cuando se ensambla el virus, los enzimas encargados de reconocer el sitio pac de su genoma también pueden reconocer, aunque con mucha menos frecuencia, otros sitios pac presentes en el genoma de Salmonella. Se crea una competición y en ocasiones se empaqueta en la cápside fragmentos del genoma de Salmonella. De esta forma cuando esta partícula infecta a otra bacteria, le inyecta el genoma de la anterior, pudiendo incorporarse al genoma de la célula huésped.